# Physodoceras
Physodoceras – rodzaj głowonogów z wymarłej podgromady amonitów, z rzędu Ammonitida.
Żył w okresie późnej jury (kimeryd - tyton).